# 이자나기

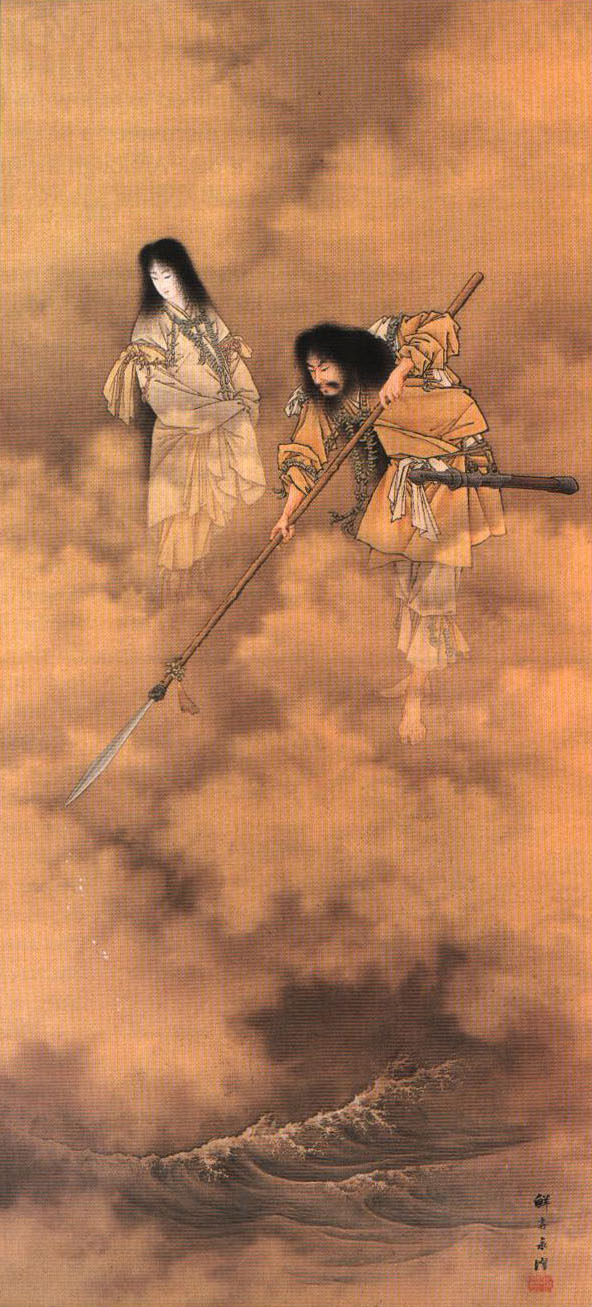
아메노누호코(창)으로 바다 고기 잡는 이자나기,그림 에니타쿠 고바야시메이지 시대.

이자나기(일본어: イザナギ)는 일본 신화에 등장하는 남신이자 창조신으로 일본 천황가의 황조신(皇祖神)이다.
「이자나기」라는 이름의 한자 표기는 《고사기(古事記)》에는 伊邪那岐命, 《일본서기(日本書紀)》에는 伊弉諾神으로 되어 있다. 그 밖에 이장낙존(伊弉諾尊)으로도 불리며, 이자나미의 오빠이자 배우자로서 오늘날 일본 열도의 많은 섬과 신들을 낳았다고 전하는 신이다.
일본 신화에서 이자나기는 아마테라스 오미카미(天照大神)나 스사노오, 스미요시 삼신(住吉三神)의 아버지이며 천황가의 시조로 알려진 야마토이와레히코(진무 천황神武天皇)의 7대조로 알려져 있다.
현재 일본 미야자키시(宮崎市) 아와지하라(阿波岐原)에 소재한 에다 신사(江田神社)는 이자나기가 태어난 땅으로 전하고 있다.
이종항, 사와다요타로(沢田洋太郎) 등의 학자들은 대가야의 시조 '이진아시'와 동일 인물이라고 주장하였다.

## 개요
일본 신화에 따르면 이자나기는 신세 7대(神世七代)의 가장 마지막 신으로서 이자나미와 함께 태어났다. 이자나미와의 사이에서 일본 열도를 형성한 많은 자식들을 낳았다. 그 가운데 아와지섬(淡路島) ・ 혼슈(本州) ・ 시코쿠(四國) ・ 규슈(九州) 등의 섬, 돌 ・ 나무 ・ 바다(오와타쓰미大綿津見神) ・ 물 ・ 바람 ・ 산(오야마즈미大山津見神) ・ 들 ・ 불 등 삼라만상의 신들도 있었다. 그러나 이자나미가 불의 신 가구쓰치(軻遇突智, 가구쓰치노카미迦具土神)를 낳다가 음부가 불에 데어 죽자 이자나기는 "한갓 이 아이 때문에 배우자를 잃었다"며 가쿠즈치를 칼로 베어버렸고, 가쿠쓰치의 피와 사체에서 다시 신이 태어났다.
그녀를 요미노쿠니(黄泉国, 지하 세계)에서 구출하려고 이자나기는 지하로 내려갔지만, 자신의 맨 얼굴을 들여다보아서는 안 된다는 이자나미와의 약속을 어기고 이자나기는 이자나미의 얼굴을 보았다. 이자나미의 몸은 이미 부패해 구더기가 끓고 있었고 온몸에 야쿠사노이카즈치가미(八雷神)가 달라붙어 있었다. 이자나기는 그만 두려워서 달아났고, 이자나미는 귀신들을 거느리고 이자나기를 쫓았다. 이자나기는 이자나미가 보낸 야쿠사노이카즈치가미며 요모쓰시코메(黄泉醜女)를 머리에 꽂고 있던 빗이며 죽순, 요미노쿠니 경계에서 자라고 있던 복숭아 나무의 가지를 집어던지면서 따돌리고, 요미노쿠니와 지상의 경계인 요모쓰히라사카(黄泉比良坂)의 지상쪽 입구에 큰 돌을 가져다 막아버리고 이자나미에게 완전한 이별을 고했다. 이자나미는 이자나기를 향해 「이런 짓을 한다면 너의 땅에 살고 있는 인간을 하루에 천 명씩 죽이겠다」고 외쳤고, 이자나기는 이에 「네가 그렇게 한다면 나는 하루에 천 오백 개씩 산실(産屋)을 짓겠다(즉 그 숫자만큼 다시 태어나게 하겠다.)」고 대답했다(이것은 지상의 인간이 태어나면 죽을 수밖에 없는 이유를 설명하는 신화이다.). 이자나기와 이자나미의 이야기는 그리스 신화 오르페우스와 에우리디케의 신화와 유사한 면이 보인다.
이후 이자나기는 요미노쿠니의 부정을 제거하기 위해 지쿠시(筑紫)의 히나타(日向)의 기쓰노오도(橘の小戸)의 아와키하라(阿波岐原, 檍原)라는 곳(이곳은 오늘날 에다 신사가 세워져 있는 자리로 알려져 있다) 옆에서 목욕재계를 행했는데, 이때 그의 왼쪽 눈에서는 태양의 여신 아마테라스를, 오른쪽 눈에서는 달의 신 쓰쿠요미를, 그리고 코로는 폭풍의 신 스사노오를 낳았다. 이들을 미키코(三貴子)라고 부른다. 이자나기는 이들 세 신에게 각기 다카마가하라와 밤, 바다의 통치를 명했다. 스사노가 「어머니가 있는 요미노쿠니로 가고 싶다」며 울음을 그치지 않자 이자나기는 스사노를 내쫓은 뒤 은거하였다. 《고사기》에는 이때 이자나기가 은거한 곳을 오미(淡海)의 다가(多賀, 지금의 일본 시가현 이누카미군 다가정), 또는 오미(淡道, 아와지섬, 아와지시)의 다가로, 《일본서기》에는 오미(淡道)의 다가로 지목하였다. 또한 지금의 일본 열도를 우라야스(浦安)라 이름한 것도 이자나기였다고 《일본서기》는 전하고 있다.

## 같이 보기
- 이자나기판
- 반고 (신화)